# Arlow Burdette Stout
Arlow Burdette Stout ( 1876 -1957) fue un botánico, genetista estadounidense y un pionero en el mejoramiento de los modernos híbridos Hemerocallis.
Había nacido en Albion (Wisconsin) el 10 de marzo de 1876. Estudió con el profesor Robert A. Harper en la Universidad de Columbia, y recibió allí su Ph.D. en el año 1913. Desarrolla su obra de 1911 a 1948 en el Jardín Botánico de Nueva York. Sobre 50.000 experiencias de polinizaciones cruzadas, Stout produce más de una centena de híbridos viables Hemerocallis, revolucionando el mejoramiento vegetal y el interés popular en esta especie. Así consiguió un renombre internacional en el conocimiento e innovación de la genética de Hemerocallis.

## Algunas publicaciones

### Libros
- arlow burdette Stout. 1952. Reproduction in Petunia. Memoirs of the Torrey Bot. Club. Editor Club, 202 pp.

1936. Seedlessness in grapes. N.º 238 de Technical bulletin, New York (State). Editor New York State Agricultural Experiment Station, 68 pp.
- -----------------------------------. 1934. Daylilies; the wild species and garden clones. Editor The Macmillan Co. 119 pp. Reimpreso ed. ilustrada de Sagapress, 1986, 145 pp. ISBN 0898310288

- -----------------------------------. 1933. The Pollination of Avocados. N.º 257 de Bulletin. Editor Univ. of Florida Agricultural Experiment Station, 44 pp.

- -----------------------------------. 1927. The Flower Behavior of Avocados. Memoirs, New York Botanical Garden 7 ( 2): 59 pp.

- -----------------------------------. 1923. A study in cross-pollination of avocados in Southern California. N.º 251 de Contributions. Edición reimpresa de New York Botanical Garden, 17 pp.

- -----------------------------------. 1922. Gardening: an elementary school text treating of the science and art of vegetable growing. New-world science series. Editor World book Co. 354 pp. Reimpreso 2010 BiblioBazaar, 386 pp. ISBN	1143962559

- -----------------------------------. 1917. Fertility in Cichorium intybus: the Sporadic Occurrence of Self-fertile Plants Among the Progeny of Self-sterile Plants. Vol. 8 y 198 de Contributions from the New York Botanical Garden. Edición reimpresa. 21 pp.

- -----------------------------------. 1915. The establishment of varieties in Coleus by the selection of somatic variations. N.º 218 de Publication. Editor Carnegie Institution of Washington, 80 pp.

- -----------------------------------. 1915. The Origin of Dwarf Plants as Shown in a Sport of Hibiscus oculiroseus. Contributions from the New York Botanical Garden 181. Edición reimpresa de New York Botanical Garden, 22 pp.

- -----------------------------------. 1912. The Individuality of the Chromosomes and Their Serial Arrangement in Carex aquatilis. Edición reimpresa de W. Engelmann, 140 pp.

- -----------------------------------. 1911. A sclerotium disease of blue joint and other grasses. Volumen 18 de Research bulletin. Editor The Univ. of Wisconsin Agricultural Experiment Station, 253 pp.

- -----------------------------------. 1911. Prehistoric Earthworks in Wisconsin. Edición reimpresa. Ohio archaeological and historical publ. 20 ( 1): 31 pp.

- conrad Hoffman, andrew r. Whitson, arlow burdette Stout, edwin bret Hart, et al. 1911. Research bull. Vols. 1-19. Research bulletin. Editor The University of Wisconsin Agricultural Experiment Station, 205 pp.

## Honores
En 1950, la "American Hemerocallis Society" establece el premio anual Stout Award en su honor.

### Afiliaciones
- Miembro Honorario de Horticultural Society of New York
- Miembro Honorario de Royal Horticultural Society
- Miembro de American Association for the Advancement of Science
- Miembro de American Society of Naturalists
- Miembro de Botanical Society of America

### Galardones
- 1937: "medalla Thomas Roland" de la "Massachusetts Horticultural Society"; medalla de oro por una exhibición de sus híbridos; por la Horticultural Society of New York
- 1954: medalla por servicios distinguidos de "contribuciones al avance de la Horticultura y la Botánica": Jardín Botánico de Nueva York
- La abreviatura «Stout» se emplea para indicar a Arlow Burdette Stout como autoridad en la descripción y clasificación científica de los vegetales.[1]